# Йоган Генріх Мюнц
Йоган Генріх Мюнц (нім. Johann Heinrich Müntz, фр. Jean Henri Müntz, пол. Jan Henryk Müntz; 28 вересня 1727, Мюлуз — 1798, Кассель) — художник-портретист, пейзажист, архітектор, військовий інженер. Мюнц був всебічно обдарований і працював в Європі та багато подорожував. Як інженер армії здобув освіту в Франції. Подорожував до Іспанії, Італії. Працював в Англії.

## Життєпис

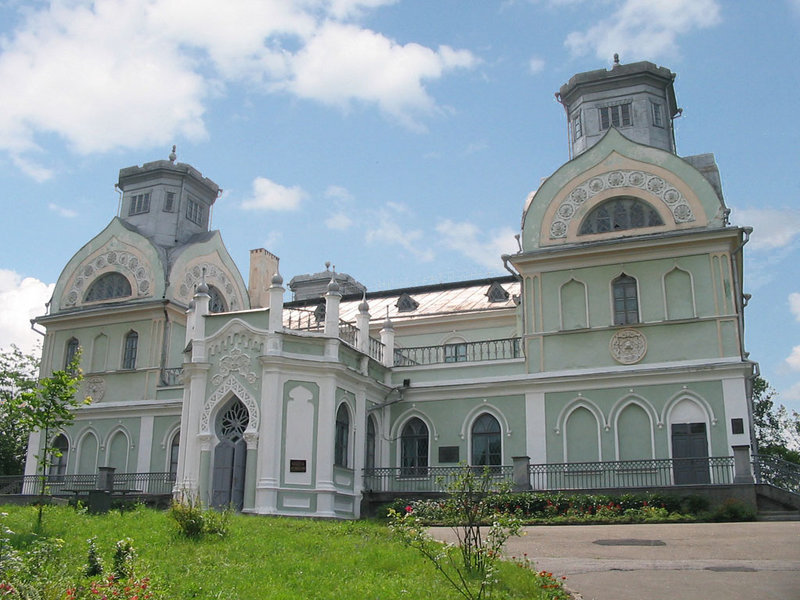
Корсунь. Палац Станіслава-Августа Понятовського (з перебудовою в російському стилі)

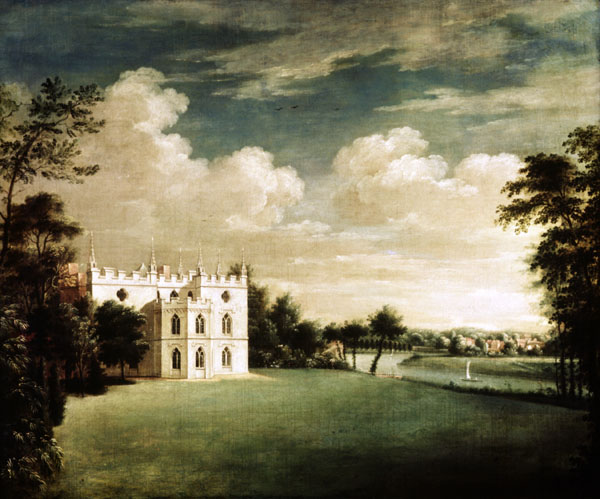
Помістя Strawberry Hill (Річмонд-на-Темзі). Полотно Жана Анрі Мюнца

Йоган Генріх Мюнц народився 28 вересня 1727 року в м. Мюлуз, Ельзас.
Інтереси Мюнца розвивалися в різних напрямках — від гірничої справи / геології (цій темі в його нотатках приділено досить багато уваги) і ботаніки до архітектури, картографії та військової справи. Більшою мірою він відомий як художник, меншою — як архітектор. Добре володів чотирма мовами — французькою, англійською, німецькою та нідерландською.
У віці 22 років Мюнц залишив рідний край і почав свою нескінченну подорож, яка тривала майже півстоліття. У 1748 р. він відвідав Іспанію, в 1749—1753 рр. був в Італії, звідки в 1753, перетинаючи Європу, вирушив до Англії, де прожив до 1763 р.
В Англії він відомий як архітектор, який стояв біля основ формування інтересу до стилю неоготики, що зароджувався. Адже Мюнц потрапив в вузьке коло людей, які стояли біля витоків «готичного ренесансу». Коли в Англії справи не склалися, він знову вирушив в дорогу, перетнув Європу, в 1762 р. відвідав Єрусалим, в 1763—1764 рр. побував в Греції.
Період життя з кінця 1760-х і до 1777 рр. пов'язаний з Голландією. Тут він захопився процесом виплавки срібла і міді, тому влаштувався працювати на монетному дворі під Амстердамом.
1779 року Мюнц приїхав до Варшави, а потім вирушив до Гродно (до речі, щоб туди дістатися, він продав частину своїх робіт королю Станіславу Августу), де вступив на військову службу і почав співпрацю зі Станіславом Понятовським. У Гродно Мюнц, ймовірно, деякий час працював викладачем у місцевому Кадетському Корпусі. Відомо також, що в 1781 році він був членом місцевої масонської ложі.
Як архітектор в Польщі Мюнц практично не працював, а ось на території України за його проєктом був побудований вцілілий до наших днів палац в Корсуні-Шевченківському (Черкаська обл.), який поєднав в собі риси мавританської архітектури (з ними Мюнц познайомився в Іспанії) і неоготики (в цьому напрямку він працював в Англії). Після того як Мюнц захворів, його роботу закінчив польський архітектор, англійського походження Джон Ліндсей.
Подорожував багато по Україні. Багато його робіт з описами українських міст та краєвидів знаходяться в щоденнику його подорожі. Подорожі Мюнца по Україні були багато в чому продиктовані маршрутами пересування Станіслава Понятовського. У 1778 р. Станіслав Август схвалив передачу під контроль племінника Канівського староства, а м. Корсунь було обране Станіславом в якості майбутньої головної резиденції.
У подорожах з Понятовским нинішніми землями Польщі, України, Молдови і Білорусі Мюнц провів літні сезони 1779—1783 рр., а навесні і влітку 1784 рр. самостійно подорожував по Польщі, в райони Кракова і Кельців.
1785 року Йоган Генріх Мюнц здійснив з Понятовським подорож до Італії.
Помер в 1798 в Касселі.

## Пам'ять
У Касселі є йому пам'ятник.